# Almochuel
Almochuel – gmina w Hiszpanii, w prowincji Saragossa, w Aragonii, o powierzchni 32 km². W 2011 roku gmina liczyła 42 mieszkańców.